# Aullène
Aullène est une commune française située dans la circonscription départementale de la Corse-du-Sud et le territoire de la collectivité de Corse. Le village appartient à la piève de Scopamène dont il est historiquement le chef-lieu, en Alta Rocca.

## Géographie
Aullène est un village de montagne de tradition pastorale dont le territoire s'insère dans la partie haute d'une vallée parallèle et méridionale à celle du Taravo.
Situé à 850 mètres d'altitude sur la rive gauche du Chiuvone (en corse Chjuvonu), le village d'Aullène s'enroule autour de deux « pogs » (poghji en corse) dominés par la Punta d'Ariola, un sommet de 1 449 mètres.
L'impétueuse rivière Chjuvonu, surnommé « le fleuve » par les habitants, prend sa source sur le plateau du Coscione, qui marque la frontière nord - nord-est de la commune et longe le village avant de poursuivre sa course vers le sud - sud-ouest en direction de la Rocca et se jeter dans le Rizzanese en dessous de Zoza.
Les lignes de crête, dont le sommet principal Punta di Sistaja culmine à 1 724 mètres, constituent les limites naturelles du village à l'est, au nord et à l'ouest tandis que le col de la Tana borne le territoire au sud - sud-ouest.

## Urbanisme

### Typologie
Au 1er janvier 2024, Aullène est catégorisée commune rurale à habitat dispersé, selon la nouvelle grille communale de densité à sept niveaux définie par l'Insee en 2022.
Elle est située hors unité urbaine et hors attraction des villes,.

### Occupation des sols
L'occupation des sols de la commune, telle qu'elle ressort de la base de données européenne d’occupation biophysique des sols Corine Land Cover (CLC), est marquée par l'importance des forêts et milieux semi-naturels (98,9 % en 2018), une proportion identique à celle de 1990 (98,7 %). La répartition détaillée en 2018 est la suivante : 
milieux à végétation arbustive et/ou herbacée (37,6 %), forêts (37,2 %), espaces ouverts, sans ou avec peu de végétation (24,1 %), zones agricoles hétérogènes (1,1 %). L'évolution de l’occupation des sols de la commune et de ses infrastructures peut être observée sur les différentes représentations cartographiques du territoire : la carte de Cassini (XVIIIe siècle), la carte d'état-major (1820-1866) et les cartes ou photos aériennes de l'IGN pour la période actuelle (1950 à aujourd'hui).

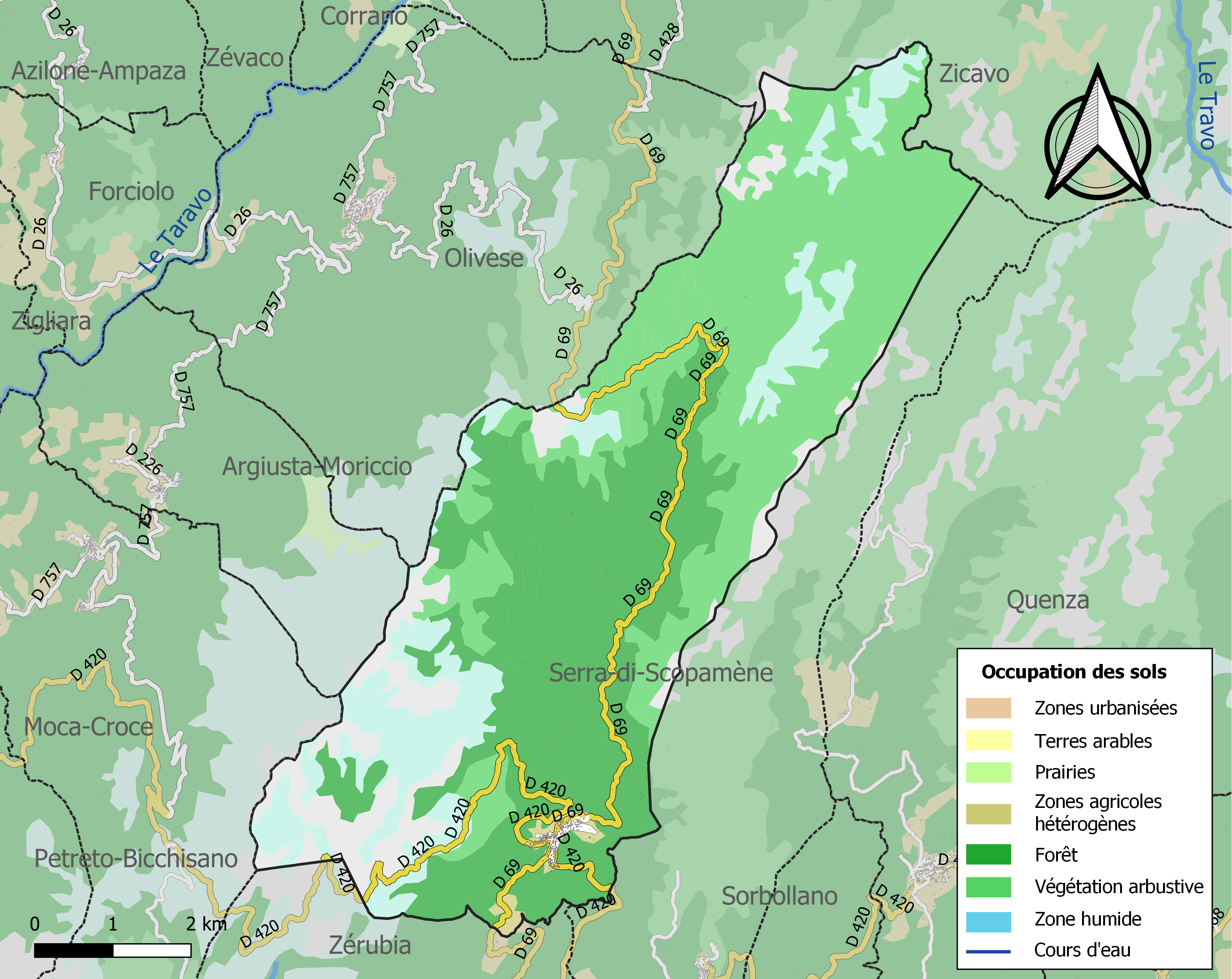
Carte des infrastructures et de l'occupation des sols de la commune en 2018 (CLC).

## Toponymie
En corse, la commune se nomme Auddè (prononcé [auˈɖːɛ]).

### Voies d'accès et transports

#### Accès
Bien que situé à l'écart des routes les plus fréquentées du sud de la Corse, le village d'Aullène demeure un important carrefour routier de l'intérieur de l'île, où viennent se croiser les axes Sartène-Corte et Porto-Vecchio-Ajaccio.
Le village est distant, par route, de :
- 20 km de Petreto-Bicchisano ;
- 22 km de Sainte-Lucie-de-Tallano ;
- 26 km de Zicavo ;
- 27 km de Levie ;
- 31 km de Fozzano ;
- 34 km de Sartène ;
- 35 km d'Olmeto ;
- 36 km de Propriano
- 36 km de Viggianello ;
- 57 km de Porto-Vecchio ;
- 68 km d'Ajaccio ;
- 70 km de Conca ;
- 74 km de Ventiseri ;
- 85 km de Bonifacio ;
- 88 km d'Aléria ;
- 103 km de Corte ;
- 109 km de Vico ;
- 119 km de Cervione ;
- 160 km de Bastia ;
- 165 km de L'Île-Rousse ;
- 170 km de Saint-Florent ;
- 188 km de Calvi ;
- 200 km de Rogliano.

#### Transports
L'aéroport le plus proche est l'aéroport d'Ajaccio-Napoléon-Bonaparte.
Le port de commerce le plus proche est celui de Propriano.

## Histoire
(août 2025).

### Origine du nom du village
Aullène en français, Audde' en corse.
[l'accent sur le « e » correspond à la marque de la tonique sur une finale et non au « é » français ; en fait on prononce presque au|g|ddè]
Tout d'abord, notons qu'on parle le corse de manière différente selon qu'on se situe dans le diquai (di qua dai monti) ou dans le dilai (di là dai monti). Un test tout simple consiste à demander comment se dit grand-mère et grand-père ; si on vous répond mammone et babbone, vous êtes dans le diquai, si on vous répond minnana et missiavu, vous êtes dans le dilai. De plus, chaque micro-région possède ses indiosyncrasies et particularités phonologiques. Ainsi, en Alta Rocca, situé dans le dilai, le « ll » est fortement dentalisé, ce qui le transforme en un « d » légèrement palatal, d'où l'orthographe moderne de Audde' au lieu du « Aullé », tel qu'on le retrouve par exemple transcrit dans le terrier de la Corse de 1769.
On se perd dans les suppositions élaborées par tous les érudits du village depuis plusieurs lustres quant à l'étymologie du nom « Aullène ».
Parmi les certitudes, on sait que les gens de l'Alta Rocca disent Audde', que les ingénieurs géographes français de la fin du XVIIIe siècle utilisèrent le nom « Aullène », que c'est « aullene » que l'on trouve écrit sur les actes italiens du XVIIe siècle et qu'au XVIe siècle « auguliena » apparaît dans le détail des lieux habités de la pieve de Talla.
Au village, certains ont prétendu que l'origine proviendrait du grec ancien signifiant « carrefour » (mes vieux souvenirs d'étudiante me disent : diodos = endroit où se rencontrent deux routes ; triodos = endroit où se rencontrent trois routes). Soit, mais c'est un peu court quand on se souvient que la croisée des chemins est plutôt récente à Aullène ; de fait, si on est certain de l'antiquité du chemin de Zicavo à Levie via Aullène, si on est également assuré de la jeunesse de la route d'Ajaccio ouverte à la fin du XIXe siècle et achevée en 1927, en revanche, il n'est pas avéré que la route qui descend vers Cargiaca puis vers le Valinco soit aussi importante que celle de Zicavo à Levie via Aullène. Cette théorie se retrouve actuellement ici et là sur le Web et on peut même lire qu'Audde' signifierait « carrefour » en corse ; il serait intéressant de savoir qui, en Alta Rocca, voire ailleurs dans l'île, dit audde' pour cruciuia ou cruciamentu.
Il fut un temps où circulait au village l'histoire que les ingénieurs géographes de la fin du XVIIIe siècle s'appuyèrent sur le terme de latin désignant l'aulne pour donner un nom français au village car ils auraient imaginé que le mot avait un rapport avec l'aulne odorant, cette variété qui parfume avec délicatesse certaines de nos vallées de montagne (« Alnus alnobetula subsp. suaveolens » ; u bassu en langue corse).
Finalement, il semble tout de même plus juste de partir du terme d'Auguliena relevé sur des textes du milieu du XVIe siècle (voir les recherches d'Antoine-Dominique Monti dans « Éléments pour un dictionnaire des noms propres »).
Alors, Aullène, point de scrutation, poste d'observation ?
C'est une solution tout à fait plausible car elle nous rappelle l'existence de la probable place fortifiée du XIe siècle et celle, indéniable, du XIIIe siècle d'où le Giudice (Sinucello Della Rocca dit « il Giudice di Cinarca ») surveillait et contrôlait les seigneurs voisins.

### Le village de la période pisane à nos jours
Durant la période pisane,, Giovanni della Grossa nous apprend qu’au XIIe siècle la région d’Aullène est une des meilleures de Corse, « fertile en ensemencement, à tout ce qui est utile à l’homme en plantations et en bestiaux; plus habitée que les autres lieux de l’île, on y trouvait les plus beaux champs et les plus belles terres ».
Pendant la période génoise, la Corse est divisée en deux parties distinctes,: le Deçà-des- Monts, appelé Terre de la Commune et le Delà-des-Monts, domaine des Cinarcais, appelé Terre des Seigneurs, composé de 5 fiefs : Lecca, Rocca, Istria, Ornano et Bozzi. Les deux premiers étant trop puissants, Gênes s'emploie à les faire disparaitre. Après avoir assassiné Rinuccio della Rocca  en 1511, descendant de Sinucello qui avait bâti une place fortifiée à Aullène au XIIIe siècle et sans descendance mâle, le fief de la Rocca, dont fait partie Aullène, est donc transformé en une province dirigée par un lieutenant génois résidant à Sartène. Gênes, qui a peu de troupes en Corse pour maintenir l'ordre et assurer la défense des côtes se tourne vers des principali  corses, notables ou gentilshommes. Ces gentilshommes de l'Alta Rocca sont bien connus, certains sont les représentants de lignages féodaux déchus et entendent être agrégés aux Cinarchesi par leur ascendance, d'autres, riches en troupeaux et en terres, comme les Chiaroni, Giudicelli, Lanfranchi, Costantini ou Pietri font figure de notables et sont capables de mobiliser une clientèle tout en étant détenteurs de propriétés, de biens particuliers, sous forme d'enclos, de vignes ou de terres céréalières en plus de troupeaux. Gênes s’appuie alors sur quatre principali dans l’Alta Rocca. À Zonza, Prosperin, ancêtre de la famille Giudicelli ; à Lévie, Orazio, ancêtre de la famille Lanfranchi, dont une partie de la descendance se fixe ensuite à Aullène ; à Quenza Giovan Giacomo , ancêtre de la famille Ettori et à Serra, Giovan Paolo, ancêtre des familles Pandolfi, Rocca Serra, Susini et Vincentelli.
L’équilibre agro-pastoral des communautés de l’Alta Rocca, basé sur la transhumance, reposait sur une règle simple. Les propriétés privées étaient clôturées par des murs en pierres sèches, elles appartiennent pour la plupart aux Sgiò. Tout ce qui n’était pas clos appartenait à l’ensemble de la communauté.
Cette règle, appliquée dans toute l’île, était inscrite au chapitre XXXIX des Statuts Civils et Criminels de la Corse, qui déclare que toutes les terres non clôturées, « aparta », où personne ne peut prouver un droit de propriété, sont communes à tous ceux qui habitent sur le territoire de la communauté. Les habitudes communautaires qui régissaient l'équilibre agro-pastoral de la Corse, étaient telles que des étendues considérables de biens communaux, laissées à la disposition des particuliers pour le pacage des animaux, ne rapportaient rien aux communes. Les autorités insulaires voyaient « dans l'archaïsme communautaire un frein au progrès et à la civilisation ». Dès 1791, la Constituante s'attaqua à la vaine pâture et pris des mesures pour encourager la vente des biens communaux.
Vers 1820, le Préfet Lantivy décida de mettre les terres « aparta », ouvertes, en valeur et d'en faire des propriétés privées. Il multiplia dans toute la Corse les encouragements et les mesures pour que les biens communaux soient partagés entre les particuliers. La « plage » de Monaccia avait  98 % superficie de bien communaux. Ils appartenaient aux communautés d'Aullène et de Zerubia. En 1810, les deux communes décidèrent de mettre fin à l'indivision et chacune reçut son propre territoire. En 1827, suivant les incitations du Préfet Lantivy, chacune d'elles procéda au partage, par feux, d'une partie importante des communaux. Lorsque Monaccia se détacha d’Aullène, en 1864, pour devenir une commune, les terres indivises furent, d'abord, gérées en commun, puis, par suite de tensions, partagées définitivement. Il se produisit, ainsi, en plusieurs points de la Corse du Sud, une véritable mutation. Les bergers de propriétaires d’Aullène et de l’Alta Rocca, qui depuis des temps immémoriaux montaient au printemps leur troupeau sur le plateau du Coscione, puis descendaient à la « plage » pour y passer l'hiver, lassés par cette dure et fastidieuse transhumance, peu à peu, se détachèrent du Coscione où ils vivaient inconfortablement, pour s'installer définitivement à Monacia. Ils y furent encouragés par des mesures législatives, destinées à favoriser le développement de la propriété privée, en particulier par le partage des biens communaux. Il se passa exactement la même chose entre Serra et Sotta.
Se détachant du Coscione, les bergers, pour faire paître les bêtes et aussi pour se protéger du paludisme, durent inventer une autre transhumance. Non plus une transhumance inverse, de la montagne à la plaine, mais une transhumance classique, comme sur le continent, de la plaine à la montagne.
Les bergers originaires d'Aullène, installés dans la région de Monacia, quittèrent petit à petit Aullène et ainsi prit naissance le hameau forestier de Gianuccio. En 1864, le hameau de Monaccia qui dépendait d’Aullène fut érigé en communes.
Le cordon ombilical ne fut pas complètement coupé puisque la commune de Monacia d’Aullène fut rattachée au canton de Serra di Scopamène.
Cela créa une situation tout à fait exceptionnelle, le canton de Serra di Scopamène fut constitué de trois parties :
- la région montagneuse avec les villages d’Aullène, Quenza, Serra, Sorbollano, Zerubia,
- la « plage » de San Martino avec la commune de Sotta enclavée entre les cantons de Bonifacio, de Porto-Vecchio et de Lévie,
- la « plage » de Monaccia avec les communes de Caldarello et de Monacia d’Aullène enclavée entre les cantons de Bonifacio, de Lévie et de Sartène.

Les deux enclaves étaient distantes d’environ soixante kilomètres de la montagne et de quinze kilomètres entre elles. Il fallut attendre 1976 pour que l’autonomie administrative soit totale. Cette année-là furent constitués :
- le canton de Tallano-Scopamène, avec les communes d’Aullène, Cargiaca, Loretto, Quenza, Sainte-Lucie de Tallano, Serra, Sorbollano Zerubia et Zonza,
- le canton des « plages », avec les communes de Caldarello, de Figari, de Monacia d’Aullène et de Sotta.

Le village d'Aullène, situé au cœur de l'Alta Rocca, est donc fortement marqué par une vieille tradition pastorale. Jusqu'avant la Première Guerre mondiale, qui amputa les familles corses de leurs forces vives, une partie des habitants d'Aullène se déplaçaient avec leurs bêtes de la montagne vers les pâturages du littoral pendant les mois d'hiver—c'était l'hivernage ou l'impiaghiera, puis remontaient en montagne pour l'estive ou a muntanera, si possible avant l'apparition des moustiques, vecteurs du paludisme. Entre Monacia-d'Aullène, le village d'été et Aullène se trouve Ghjanuciu, un hameau maintenant bien peuplé qui ne fut, jusqu'à une époque proche, qu'une simple escale  au pied de la montagne de Cagna sur le chemin de transhumance des bergers. Il n'est donc pas étonnant de retrouver les mêmes familles dans les trois villages.
Les biens des particuliers ne sont pas les seuls à se retrouver en partage sur les deux villages, en effet, une partie des terrains détenus par la commune d'Aullène sur le Coscione l'est en indivision avec Monacia et une partie des terrains du littoral de Monacia lui appartient en indivision avec Aullène.
L'activité d'élevage de la commune était tellement importante que chaque premier dimanche du mois d'août, lors de la fête paroissiale, se tenait, jusqu'à la Seconde Guerre mondiale, la plus importante foire aux bestiaux de la région.
Aujourd'hui, 396 habitants permanents sont répertoriés à Monacia, passé du statut de hameau d'Aullène à celui de village indépendant en 1870 et 138 à Aullène. Ces chiffres peuvent quintupler, ou plus encore, lorsque les Corses dits « de la diaspora » viennent passer les vacances d'été au village.
En juillet 2009, un terrible incendie, dit « incendie d'Aullène », a ravagé quelque 3 500 hectares de forêt, depuis le hameau de Burgu (Propriano), en contrebas d'Olmeto et de Viggianello, jusqu'au col de Vaccia (Aullène). D'après les enquêtes de la gendarmerie, cet incendie d'Aullène aurait été causé par des travaux effectués sur une ligne électrique à Burgu.

## Politique et administration
| Période                                  | Période  | Identité                | Étiquette | Qualité         |
| ---------------------------------------- | -------- | ----------------------- | --------- | --------------- |
| .                                        | .        | .                       | .         |                 |
| 1806                                     | 1815     | Don Giacomo Chiaroni    | -         | propriétaire    |
| 1816                                     | 1821     | Michel Antonio Chiaroni | -         | propriétaire    |
| 1822                                     | 1828     | Lanfranco Lanfranchi    | -         | propriétaire    |
| 1829                                     | 1834     | Marc Antonio Susini     | -         |                 |
| 1835                                     | 1836     | Simon Lanfranchi        | -         | propriétaire    |
| 1837                                     | 1846     | Marc Antonio Susini     | -         |                 |
| 1847                                     | 1859     | Pietro Sinoncelli       | -         | Propriétaire    |
| 1900                                     | 1901     | Bernardin Lanfranchi    | -         | propriétaire    |
| 1948                                     | 1983     | Blanchard Lucchini      | -         | pharmacien      |
| 1983                                     | 2006     | Michel Martini          | REG       | enseignant      |
| 2006                                     | 2008     | Pierre Castellani       | -         | entrepreneur    |
| 2008                                     | en cours | Pierre Castellani       | DVD       | agent technique |
| Les données manquantes sont à compléter. |          |                         |           |                 |

## Population et société

### Démographie

#### Évolution démographique
L'évolution du nombre d'habitants est connue à travers les recensements de la population effectués dans la commune depuis 1800. Pour les communes de moins de 10 000 habitants, une enquête de recensement portant sur toute la population est réalisée tous les cinq ans, les populations de référence des années intermédiaires étant quant à elles estimées par interpolation ou extrapolation. Pour la commune, le premier recensement exhaustif entrant dans le cadre du nouveau dispositif a été réalisé en 2004.

En 2022, la commune comptait 183 habitants, en évolution de −1,61 % par rapport à 2016 (Corse-du-Sud : +7,61 %, France hors Mayotte : +2,11 %).
| 1800 | 1806 | 1821 | 1831  | 1836  | 1841  | 1846  | 1851  | 1856  |
| ---- | ---- | ---- | ----- | ----- | ----- | ----- | ----- | ----- |
| 868  | 642  | 901  | 1 033 | 1 104 | 1 100 | 1 229 | 1 443 | 1 412 |

| 1861  | 1866 | 1872 | 1876 | 1881  | 1886  | 1891  | 1896  | 1901  |
| ----- | ---- | ---- | ---- | ----- | ----- | ----- | ----- | ----- |
| 1 494 | 780  | 888  | 914  | 1 064 | 1 036 | 1 172 | 1 148 | 1 240 |

| 1906  | 1911  | 1921  | 1926  | 1931  | 1936  | 1946  | 1954  | 1962 |
| ----- | ----- | ----- | ----- | ----- | ----- | ----- | ----- | ---- |
| 1 201 | 1 533 | 1 579 | 1 636 | 2 004 | 2 113 | 2 050 | 1 663 | 334  |

| 1968 | 1975 | 1982 | 1990 | 1999 | 2004 | 2006 | 2009 | 2014 |
| ---- | ---- | ---- | ---- | ---- | ---- | ---- | ---- | ---- |
| 315  | 246  | 176  | 149  | 138  | 183  | 177  | 182  | 184  |

| 2019 | 2022 | - | - | - | - | - | - | - |
| ---- | ---- | - | - | - | - | - | - | - |
| 187  | 183  | - | - | - | - | - | - | - |

#### Pyramide des âges
La population de la commune est relativement âgée.
En 2018, le taux de personnes d'un âge inférieur à 30 ans s'élève à 16,6 %, soit en dessous de la moyenne départementale (29,4 %). À l'inverse, le taux de personnes d'âge supérieur à 60 ans est de 42,2 % la même année, alors qu'il est de 30,2 % au niveau départemental.
En 2018, la commune comptait 95 hommes pour 92 femmes, soit un taux de 50,8 % d'hommes, largement supérieur au taux départemental (48,3 %).
Les pyramides des âges de la commune et du département s'établissent comme suit.
| Hommes | Classe d’âge | Femmes |
| ------ | ------------ | ------ |
| 1,1    | 90 ou +      | 3,3    |
| 15,8   | 75-89 ans    | 10,9   |
| 26,3   | 60-74 ans    | 27,2   |
| 21,1   | 45-59 ans    | 25,0   |
| 17,9   | 30-44 ans    | 18,5   |
| 8,4    | 15-29 ans    | 8,7    |
| 9,5    | 0-14 ans     | 6,5    |

| Hommes | Classe d’âge | Femmes |
| ------ | ------------ | ------ |
| 0,8    | 90 ou +      | 1,9    |
| 9,5    | 75-89 ans    | 11,2   |
| 19     | 60-74 ans    | 19,2   |
| 21,2   | 45-59 ans    | 20,1   |
| 19     | 30-44 ans    | 19,7   |
| 13,9   | 15-29 ans    | 12,9   |
| 16,7   | 0-14 ans     | 15,1   |

## Culture locale et patrimoine

### Lieux et monuments

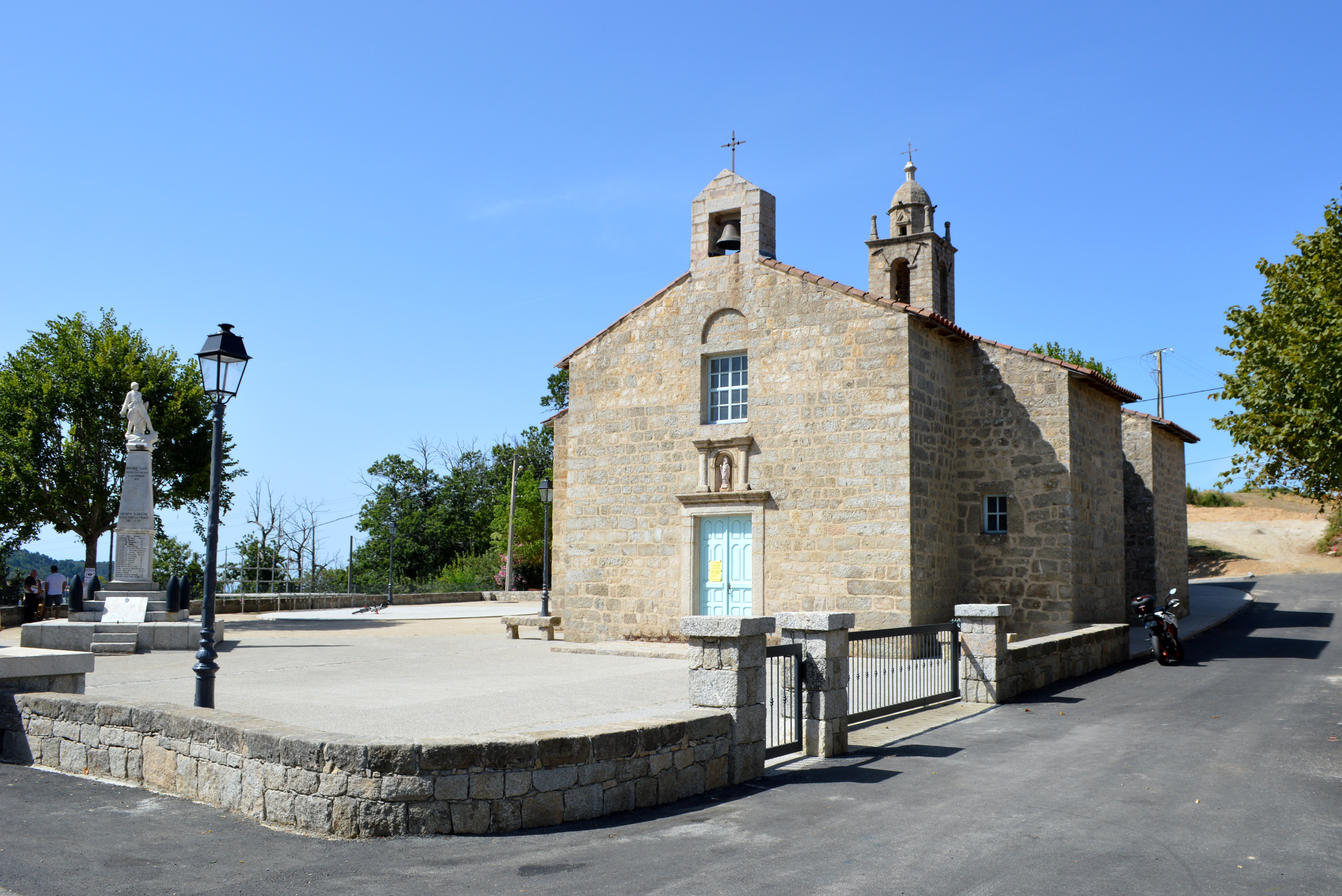
Église paroissiale San' Nicolau.

- Église paroissiale San' Nicolau (Santu Nicolau / Saint Nicolas en français). La chaire à prêcher du XVIIIe siècle en menuiserie sculptée est classée auprès des « Monuments historiques » depuis le 29 avril 1960 ; les stalles en bois du XIXe siècle, les fonts baptismaux du XIXe siècle en marbre taillé et poli, le tabernacle du XIXe siècle en bois et le meuble de sacristie du XIXe siècle en bois sont inscrits au registre des « Monuments historiques » depuis le 11 mars 1988 ; le clocher du XIXe siècle, à étages et percé de baies, y est inscrit depuis le 30 janvier 1990[19]. La cuve de la chaire de l'église d'Aullène est supportée par quatre dauphins ailés et repose sur une console en forme de masque nègre. Geneviève Moracchini dans « Trésors oubliés des églises de Corse » écrit au sujet de cette chaire : « [...] la console en forme de masque nègre, où prennent appui les supports de la chaire, rappelle peut-être les raids barbaresques qui ravagèrent les côtes jusqu'au XVIIIe siècle mais qui échouèrent parfois devant la résistance des habitants. Ce trophée symbolique, réduit au rang d'atlante, aurait alors pour but de conjurer le péril barbaresque. »
- Chapelle rurale Sant'Antiochu (Santu Antiochu / Saint-Antioche ou Saint-Antiochus en français) où la communauté catholique du village mène chaque premier dimanche du mois d'août la représentation du saint en procession depuis l'église, célébrant ainsi la Transfiguration tout en contribuant à la fête du village. La « Fiera di Sant'Antiochu » (foire de Saint-Antioche) d'Aullène fut jusqu'à la Seconde Guerre mondiale l'une des plus importantes foires aux bestiaux de Corse.
- Temple protestant qui fut créé en 1905 et qui resta en activité jusqu'avant la Seconde Guerre mondiale.
- Place fortifiée du XIe siècle. Au nord-est du centre du village, au lieu-dit « Castellare » (ainsi référencé sur la carte IGN), se trouve un petit sommet sur lequel fut érigée, probablement au XIe siècle, une place forte. Cette position de trouve en surplomb de l'actuelle D. 69, un ancien axe descendant de Zicavo qui fut très pratiqué par les populations en transhumance. Au lieu-dit du « Castellare » (Casteddaru en corse), on accède à l'emplacement du château par les vestiges d'un fort ancien escalier de pierre, une vraie curiosité.
- Place fortifiée du XIIIe siècle. Plus bas que le « Castellare », sur le dôme planté de châtaigniers autour duquel s'enroule une partie du village (« Campanaju » sur la carte IGN), aurait été construite au XIIIe siècle la place forte du « Giudice di Cinarca », de son vrai nom Sinucello Della Rocca, celui qui parvint un très court temps à unifier l'île dans sa presque totalité. La position sur le Campanaghju permettait à Sinucello Della Rocca, en perpétuel conflit avec les seigneurs de Levie et de Carbini, de surveiller les mouvements sur l'axe de Zicavo à Levie et pouvoir se replier sur une position facilement protégeable.

### Personnalités liées à la commune
- Sinucello della Rocca dit « il Ghjudiciu di Cinarca » (1221-1306 ou 1312) - Il fit accepter en 1264 une forme de constitution et réussit à unir l'île quelque temps à la fin du XIIIe ; avait installé sa place forte sur les hauteurs d'Aullène.
- Abbé Nicolino Lanfranchi, Aullène, curé de Pantano, aumônier de la Marine française de l'Hémisphère Sud, une avenue du XIe arrondissement de Marseille porte son nom[20].
- Bigarne, Jacques, Pierre Lanfranchi (1893-1918), militaire dans la marine, né à Viggianello et mort à Patras, son nom figure sur les monuments aux morts de Viggianello, Aullène et Monacia d'Aullène.
- A. Simon Lanfranchi, (1865-1945), Aullène, fils de Lanfranco A. Lanfranchi et petit-fils de Simon, diplomate, chevalier de la légion d'honneur(c).
- Jean Lanfranchi, né à Aullène en 1897 et décédé à Viggianello en 1976, propriétaire, croix de guerre, médaille militaire, maire de Viggianello de 1948 à 1976[21].
- Jean Lanfranchi, footballeur, sélectionné en équipe de France en 1948 et pour les Jeux olympiques de Londres.
- Marcel Lanfranchi, footballeur, sélectionné en équipe de France en 1948 et pour les Jeux olympiques de Londres.
- Jean-Claude Lanfranchi, né à Aullène, (1941-2018), journaliste, ancien du 11e bataillon de choc, frère de Marie-Christine Lanfranchi et Marie-France de Peretti. En 1976, il fait partie des trois personnes invitées à la première conférence de presse clandestine du FLNC à Capu di Fenu[21].
- Simonu Dary ou Simonu d'Auddè (1900-1978) - Né à Monacia d'Aullène ; poète, prosateur et fabuliste (textes, poésies et œuvres de théâtre) ; auteur de Filosofia, cumediola in dui atti è sei sceni (1965) et de Risa Corsa (1977).
- Pierre Rossi (1920-2002) - Né à Aullène ; écrivain et philosophe ; enseignant et diplomate ; auteur de L'Irak des révoltes (1962), La Libye, La Tunisie de Bourguiba, De Suez à Akaba, Le pétrole arabe dans la guerre, Les clefs de la guerre, La verte Libye de Khadafi, La cité d'Isis, histoire vraie des Arabes (1976), L'Irak, le pays du nouveau fleuve, Un soir à Pise, Les conjurés d'Aléria, U disturbu 1789-1989, la mise à sac (1989), La Corse, l'Europe et le droit (1991).
- Lucie Dolène (1931) - Originaire d'Aullène ; chanteuse et comédienne.
- Jacques Chaban-Delmas, Premier ministre (1969-1972).
- Jean-Claude Gaudin, sénateur-maire de Marseille.